# Pédagogie du théâtre
La pédagogie du théâtre (en allemand : Theaterpädagogik) est une discipline à part entière qui mêle le théâtre et la pédagogie. Ce domaine, apparu au cours du XXe siècle, s'est développé indépendamment de l'enseignement de l'art dramatique. La distinction est qu'un professeur d'art dramatique enseigne généralement la méthode, la théorie et/ou la seule pratique du théâtre, tandis que la pédagogie du théâtre se fonde sur des aspects aussi bien artistiques qu'éducatifs pour développer des compétences langagières et sociales. La pédagogie du théâtre est basée sur le théâtre et la mise en scène, mais travaille également à éduquer dans des domaines qui dépassent le champ du théâtre.

## Historique
Le mouvement de la pédagogie du théâtre compte de nombreux fondateurs. En Allemagne, où il est largement reconnu et mis en application, Hans-Wolfgang Nickel est considéré comme un pionnier de la pédagogie du théâtre avec la création de la Berliner Lehrerbühne (le Théâtre berlinois des enseignants) en 1959. Nickel enseigne plus tard les jeux théâtraux et activités éducatives à l'école supérieure de pédagogie de Berlin Ouest en 1974.
Hans Martin Ritter est un autre pédagogue du théâtre très reconnu. En 1973, il lance une série d'expérimentations à partir du modèle d'apprentissage par le jeu de Bertholt Brecht. Son but consiste à développer une méthode de projet interdisciplinaire pour l'école, dans laquelle le théâtre est utilisé comme une forme d'enseignement et d'apprentissage. Ces expérimentations ont mené Ritter à co-fonder un programme pilote international mêlant les champs du théâtre et de l'éducation.
Le Brésilien Augusto Boal, metteur en scène et facilitateur, est peut-être le théoricien et praticien de la pédagogie du théâtre à la plus grande renommée internationale. Il est le créateur du Théâtre de l'opprimé, pratiqué aujourd'hui par des millions de personnes dans plus de 70 pays.

## Description
L'objectif premier de la pédagogie du théâtre est d'amener un changement dans notre compréhension du monde qui nous entoure. En atteignant ce but, d'autres compétences sont enseignées et apprises : l'apprentissage de compétences de langage comprenant le langage non-verbal et le langage non-écrit ; le perfectionnement de compétences théâtrales et d'un langage théâtral ; l'utilisation de l'action collective pour résoudre des conflits internes dans une communauté.
La pédagogie du théâtre met l'accent sur ces formes de communication pour simplifier les interactions humaines, aider les participants à mieux se connaître ainsi que leurs pairs et leur environnement. Ancré tout autant dans l'éducation traditionnelle que dans le théâtre amateur, le champ d'action de la pédagogie du théâtre s'est développé pour toucher plusieurs secteurs.
On[Qui ?] peut avoir recours au théâtre dans la sphère sociale, pour travailler dans les prisons, avec des personnes en convalescence, comme prévention de la violence, , etc. ; on[Qui ?] peut envisager une collaboration théâtrale entre acteurs amateurs et professionnels ; ce peut être le support éducatif, aussi bien dans les écoles ordinaires que dans les théâtres ; dans l'enseignement de la médecine, on peut améliorer la communication entre la faculté et les étudiants, ainsi qu'entre les praticiens et les patients ; dans la formation professionnelle, on peut utiliser l'apprentissage kinesthésique pour enseigner la prise de parole en public, la conscience de son langage corporel, le travail sur la motivation, etc ; il peut servir à entretenir le lien entre les gens de théâtre et leur public ; enfin, il existe des formes et techniques théâtrales particulières, comme le théâtre forum et d'autres méthodes développées par le Théâtre de l'opprimé.
Les personnes qui pratiquent la pédagogie du théâtre travaillent dans un cadre éducatif basé principalement sur une situation concrète, dans laquelle le théâtre est généralement utilisé comme moyen de parvenir à un objectif. À travers cette méthode, la pédagogie du théâtre, donne aux participants la possibilité d'explorer leurs propres idées et de suivre leurs impulsions, ce qui étend les modes de communication et d'interaction, avec soi-même comme avec son environnement socio-culturel. Utiliser la gestuelle, l'intonation, l'expression faciale et le comportement sur scène invite les participants à analyser ces aspects performatifs créés par la tension dramatique dans leur vie quotidienne. Mettre physiquement en scène des situations et des personnalités de la vie réelle permet à ces situations de s'exprimer plus clairement.

## Enseignement
La pédagogie du théâtre est un domaine de l'enseignement supérieur, bien qu'il n'existe pas de consensus sur les formations dispensées et les diplômes. En Allemagne, on peut obtenir un diplôme de pédagogie du théâtre, dont des licences et masters dans divers organismes, et de nombreuses villes allemandes ont des centres de pédagogie du théâtre qui offrent une formation moins formelle et non réglementée. Des instituts certifiés proposent des formations continues en pédagogie du théâtre allant d'un à quatre ans, en suivant les lignes directrices établies à l'intention des cursus universitaires par le Bundesverband Theaterpädagogik (BuT), l'association allemande de pédagogie du théâtre.
Il existe aussi des Centres pour le Théâtre de l'Opprimé, comme le CTO de Rio au Brésil, le Theatre of the Oppressed Laboratory à New York ou le Théâtre de l'Opprimé à Paris, qui dispensent des formations en pédagogie du théâtre ou en théâtre forum à partir des méthodes d'Augusto Boal et Paulo Freire.
En France, la pédagogie du théâtre est très peu enseignée. Elle existe en tant que module au sein de cursus de Lettres, d'Arts du spectacle ou de Sciences du langage à l'Université de Grenoble. Le studio Alain De Bock et Katherine Gabelle (Cours privé formant des professionnels du théâtre) propose également une formation à la pédagogie théâtrale basée entre autres sur les textes de Stanislavski, Brecht ou Jouvet.
Il existe aux États-Unis trois institutions mettant l'accent sur la pédagogie du théâtre (voir page en anglais).

## Voir également
- Pédagogie des opprimés
- Pédagogie sociale
- Théâtre de l'opprimé